# Метрострой (компания)
ОАО «Метрострой» (полное официальное название — «ОАО по строительству метрополитена в городе Санкт-Петербурге „Метрострой“») — обанкроченная советская ленинградская, а затем российская петербургская строительная компания, чьей основной специализацией было строительство тоннелей и инженерных сооружений для Петербургского метрополитена.
Была основана в Ленинграде 21 января 1941 года как «Строительство № 5 НКПС» приказом народного комиссара Лазаря Кагановича. После Великой Отечественной войны 3 декабря 1946 года была преобразована в «Ленметрострой». 13 января 1993 года после приватизации компания стала акционерным обществом «Метрострой».
До своего упразднения была монополистом строительства метро в городе: все 72 станции, существующие на 2021 год были возведены предприятием. Помимо метро компания занималась: строительством КЗС Петербурга, проектом подземной части второй сцены Мариинского театра, строительством тоннеля под Сайменским каналом для Северного потока, постройкой градирни и здания реактора энергоблоков № 1 и № 2 ЛАЭС-2, достройкой Крестовского стадиона и строительством Яхтенного моста.
«Метрострой» был, как предполагают СМИ и журналисты, намеренно ликвидирован правительством Санкт-Петербурга в связи с банкротством (несмотря на это, на тот момент он по-прежнему обладал активами), после чего бо́льшая часть его сотрудников и активов перешла в новосозданное предприятие «Метрострой Северной Столицы», чьими учредителями стали правительство Санкт-Петербурга и группа ВТБ. В 2024 году «Метрострой» в связи с банкротством собрался продавать ТПМК «Надежда»; по состоянию на октябрь 2024 года, банкротство «Метростроя» не завершено; арбитражным судом Петербурга и Ленинградской области наложен запрет на продажу имущества компании. Несмотря на попытку перевести метростроение в Санкт-Петербурге под контроль города, целью которого и было создание «Метростроя Северной Столицы», после того, как куратором метростроения в Санкт-Петербурге был назначен Комитет по строительству, у компании «Метрострой Северной Столицы», аналогично обанкроченному ОАО «Метрострой», начались судебные разбирательства с городом, позже, однако, прекратившиеся.

## История

### Метрополитен

#### Создание и Великая Отечественная война
История предприятия тесно связана с историей Петербургского метрополитена. Решение о сооружении метро в Ленинграде было утверждено 21 января 1941 года приказом Народного комиссара Лазаря Кагановича за № 27 «О создании Строительства № 5 НКПС». Первым начальником строительства метро стал Иван Георгиевич Зубков. Работы по сооружению метро прервала Великая Отечественная война. После начала войны «Строительство № 5 HKПС» переключилось на строительство оборонительных сооружений вокруг Ленинграда. Пройденные стволы и выработки, пришлось затопить, спасая от обрушения. Во время войны метростроевцы строили тупики и склады, железнодорожные ветки и портовые сооружения в осажденном Ленинграде. После окончания войны, 3 декабря 1946 года приказом № 795/ЦЗ, организуется Ленинградский филиал «Метропроект» — «Ленметропроект», а также «Строительство № 5 HKПС» преобразовывается в «Ленметрострой».

#### Отменённый проект

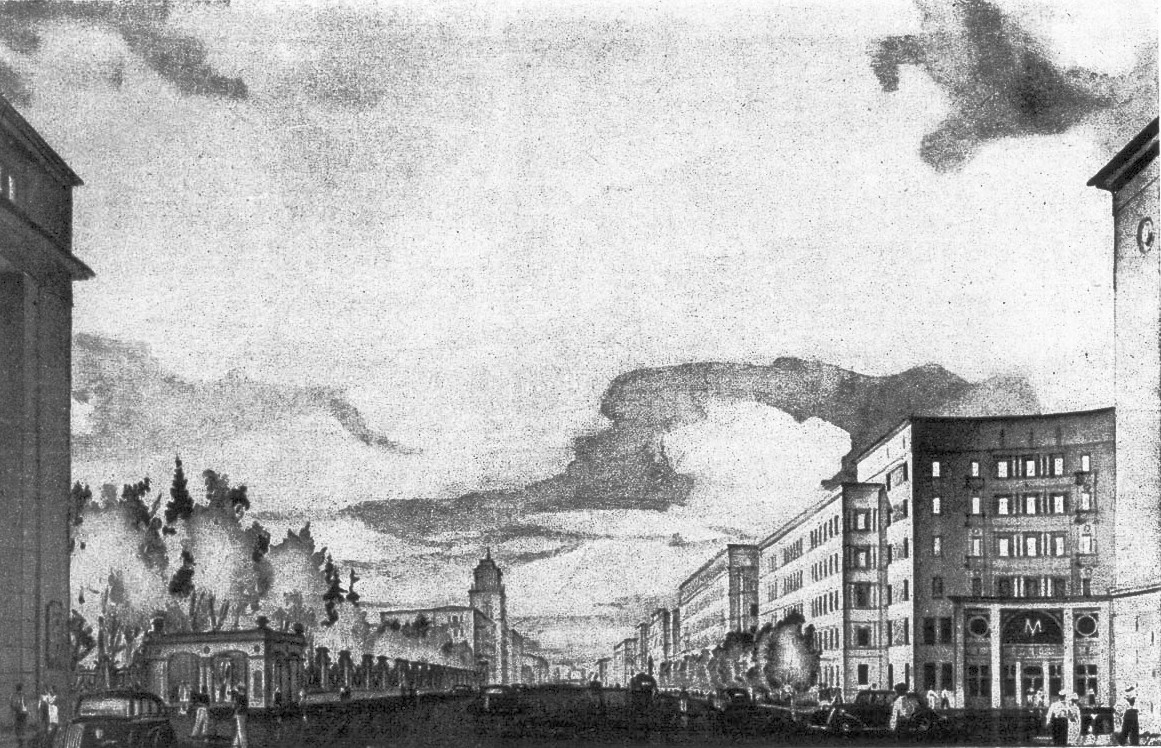
Проект реконструкции пр. Стачек с изображением станции «Сад 9-го января»

С экономией в послевоенное время связана переработка предыдущего проекта, включавшего в себя 12 станций и 16,5 км пути. Среди них была впоследствии отменённая станция «Сад 9 января», которая должна была располагаться на Кировско-Выборгской линии между станциями «Кировский завод» и «Нарвская», вследствие чего образовался один из самых длинных перегонов на линии.
Станция «Сад 9 января» фигурирует в тексте приказа НКПС о немедленном начале строительства:

ПРИКАЗ НАРОДНОГО КОМИССАРА ПУТЕЙ СООБЩЕНИЯ

№ 27

гор. Москва 21 января 1941 года

«О строительстве Метрополитена в Ленинграде»

Во исполнение постановления Совета Народных Комиссаров Союза ССР и Центрального Комитета ВКП/б/ № 126-54сс от 17 января 1941 года о строительстве Метрополитена в гор. Ленинграде, — приказываю:
I. Начальнику Метростроя тов. Гоциридзе и его первому заместителю тов. Самодурову

а/ приступить немедленно к строительству Метрополитена в Ленинграде;

б/ строительство первой очереди, общим протяжением 19,1 клм. вести по Кировско-Выборгскому направлению от Автово до Бабурина переулка и от площади Восстания до Октябрьской железной дороги со станциями:

1. Автово

2. Кировский завод

3. Сад 9-го января

4. Площадь Стачек

5. Балтийский вокзал

6. Технологический институт

7. Витебский вокзал

8. Площадь Нахимсона

9. Площадь Восстания

10. Кирочная улица

11. Финляндский вокзал

12. Бабурин переулок.

в/ сооружение Ленинградского Метрополитена вести глубоким заложением /30—50 метров/ при помощи щитов с чугунной обделкой станций и тоннелей под Невой и бетонной обделкой перегонных тоннелей…

#### Первая очередь
3 сентября 1947 года было возобновлено строительство Ленинградского метрополитена. Специалисты Метростроя и НИИ Горной механики и маркшейдерского дела создали оптический прибор, позволяющий с высокой точностью вести щит в забое. 7 марта 1954 года, бригада Л. Конькова уложила последнее кольцо тюбингов в левом перегонном тоннеле между станциями «Владимирская» и «Пушкинская». Механизированный щит вошёл в демонтажную камеру. Этой сбойкой была полностью завершена проходка перегонных тоннелей на всей трассе первой очереди Ленинградского метрополитена. Началось строительство и отделка наземных вестибюлей, электромонтажные работы. 8 октября 1955 г в 6 часов 14 минут, по первому участку первой очереди прошел пробный поезд. 15 ноября 1955 г. в Ленинградском метрополитене началась постоянная эксплуатация станций первой очереди. Начало свою работу и первое депо — «Автово». За трудовую доблесть коллектив «Ленметростроя» был удостоен высшей награды — ордена Ленина. По всей трассе первого участка метрополитена было уложено около 200 тысяч тонн чугунных тюбингов, вынуто 1346 тысяч кубометров грунта, уложено 365 тысяч кубометров бетона и железобетона. В период монтажных работ проложены сотни километров разного кабеля. После открытия станция «Пушкинская» из-за проблем при строительстве наклонного хода вновь закрылась, работы были закончены только 30 апреля 1956 года.
Основное строительство второго участка стартует сразу после пуска первого участка. Участок трассы пересекает глубокий размыв в толще кембрийских глин, заполненный моренными отложениями, песками с вкраплением гальки, валунами твёрдых пород, а также пластичными глинами. В конце октября первый тоннель прошел через размыв. Задание было выполнено на пять дней раньше срока. В ночь на 29 января 1957 года завершилась проходка второго тоннеля через Ковенский размыв. В начале марта 1958 года досрочно завершена проходка левого перегонного тоннеля под Невой, так в первый раз метростроители пересекли Неву. Два подводных тоннеля были сооружены всего за 170 дней, стоимость сооружения тоннеля под руслом реки сокращена более чем на 6 миллионов рублей. На строительстве второго участка Кировско-Выборгской линии началось экспериментальное, а затем и серийное внедрение железобетонных тюбингов. Впервые в строительстве метро, для прокладки тоннеля под рекой и крепления забоя использовался сжатый воздух. 1 июня 1958 года на шесть месяцев раньше срока вошёл в строй второй участок первой очереди метро.

#### Вторая очередь
В 1958 году было утверждено предложение Ленгорисполкома о сооружении подземной магистрали «Технологический институт-II» — «Фрунзенская» — «Московские Ворота» — «Электросила» — «Парк Победы», здесь предстояло соорудить 6,62 километра подземного пути. На шахтах этой ветки, впервые в практике «Ленметростроя» предстояло опробовать сборные железобетонные конструкции взамен монолитного бетона и чугунных тюбингов. С применением новой технологии стоимость строительства второй очереди снизилась на 37 процентов по сравнению с первой. 19 декабря 1958 года на трассе произошла первая сбойка между 304-й и 305-й шахтами. Сбойка произведена не только с высокой точностью, но и на шесть дней раньше. В 1959 году произошла первая скоростная проходка на перегоне между станциями «Электросила» и «Московские ворота»: за 6 месяцев щит преодолел 1300 м. Наивысшая среднесуточная скорость — 18 м. Осенью 1960 году завершены проходческие работы на первом участке, началась отделка станций и вестибюлей, монтаж постоянных конструкций. 26 апреля 1961 года, по трассе первого участка Московско-Петроградской линии прошли пробные поезда. Регулярное движение поездов на линии «Технологический институт» — «Парк Победы» началось 29 апреля 1961 года.
Ещё когда на первом участке второй очереди шли отделочные работы, механизированные щиты уже двинулись через Неву на Петроградскую сторону. Началось строительство участка «Технологический институт» — «Петроградская». При строительстве вестибюля станции «Невский проспект» метростроители встретились проблемой — на глубине 5-6 метров был вскрыт почвенный слой со значительным притоком воды. Попытки переменить водоотлив и водопонижение результатов не дали. В дальнейшем выяснялось, что котлован вестибюля разместился на русле речки Кривуши, которая после пожара деревянного Гостиного двора и строительства каменного, была засыпана строительным мусором. В одну из ночей она прорвалась в уже готовые котлован, чуть не погубив всё сооружение. Метростроители решили эту проблему и выполнили работы по строительству раньше срока. Впервые в Ленинграде был осуществлен проект строительства подземного перехода с подуличным размещением вестибюля. На этом участке впервые стали не стали отводить щит в специальную демонтажную камеру, а разобрали его непосредственно в рабочем забое. Благодаря этому было сэкономлено немало времени и материалов, а также полностью исключена осадка поверхности почвы. Наведение подводной «переправы» через Неву происходило с двух сторон — от станций «Невский проспект» и «Горьковская». В ночь на 23 августа 1961 года между станциями «Невский проспект» и «Площадь Мира» произошла первая сбойка. В июне 1961 года механизированный щит со стороны «Горьковской» вошел в подводный участок, но после того, как за щитом оставалось 100 м тоннеля, проходку пришлось приостановить. Технический совет «Ленметростоя» из-за выявления неблагоприятной зоны, принял решение уходить ещё глубже  под русло реки, а для плавного перехода пришлось перебрать 100 м уже готового туннеля. В связи с изменением уклона трассы щит оказался на два метра выше нового уровня откаточных путей. Чтобы не тратить времени на разбору и сборку щита на новом месте было принято решение спустить щит по направляющим балкам до требуемого уровня. Параллельно строительству второго участка, 4 августа 1962 года был открыт второй выход на поверхность станции «Площадь Ленина» в сквере на Боткинской улице. На строительстве была применена технология скипового подъёма, позаимствованная у угольных шахтёров, однако принцип транспортировки изменили — из вагонеток порода попадал в специальный подземный бункер (так называемый накопитель), отсюда скип черпал кембрий и поднимал его на поверхность. Благодаря этому пропускная способность шахты № 315 была в 2,5-3 раза выше, чем на остальных участках. Ещё одна новинка — создание и применение шагающего тюбингоукладчика. Строительство второго участка было завершено досрочно. 1 июля 1963 года по новой трассе протяжностью 5,9 км прошли первые поезда.

#### Третья очередь
После завершения строительства продолжения Московско-Петроградской линии, основные силы были переброшены на строительство первого участка Невско-Василеостровской линии «Василеостровская» — «Площадь Александра Невского» длиной 8 км должен был пересечь город в поперечном направлении, пройдя под Невой к Васильевскому острову. При проектировании и строительстве было необходимо гарантировать сохранность архитектурных памятников на Невском проспекте. Станции данной линии проектировались закрытого типа (горизонтальный лифт). При проектировании и строительстве станций «Невский проспект» и «Гостиный Двор» их скомпоновали так, чтобы они были ориентированы друг на друга торцами под прямым углом, что позволяет осуществить кратчайшую пересадку с одной линии на другую, воспользовавшись эскалатором в конце станции, либо перейдя по лестнице и подземному коридору в центральной части зала. Параллельно велось строительство второго выхода со станции «Невский проспект», расположенный на пересечении одноимённого проспекта и канала Грибоедова. Для его строительства потребовалось разобрать, а затем заново собрать здание Малого зала филармонии (бывший Дом Энгельгардта). Надземный вестибюль станции «Гостиный Двор» встроен в задние одноименного универмага , по замыслу строителей он должен был напрямую соединяться с подземным переходом под Садовой улицей, но это не было реализовано. После тщательной предварительной подготовки был поставлен рекорд скорости проходки — за 25 дней прошли 300 м нового туннеля. В строительстве данной ветки впервые были применены армоцементыне зонты, которые существенно снижали затраты на обслуживание станций. 30 апреля 1967 года был открыт второй выход со станции «Невский проспект». 3 ноября 1967 года первый участок Невско-Василеостровской линии был введен в строй.

### Крестовский стадион
В конце июля 2016 года Правительство Санкт-Петербурга расторгло договор на строительство Крестовского стадиона, после чего закончить многострадальную стройку попросили «Метрострой», причём сбор необходимых документов начался ещё до официального объявления тендеров. В середине июля директор предприятия Вадим Александров категорически отказывался от такого сценария. 10 августа 2016 года «Метрострой» был признан победителем в двух конкурсах на достройку Крестовского стадиона - за 5,4 млрд рублей метростроители выполнят достройку спортивной арены и за 2,4 млрд благоустройство окружающей территории и возведение входной группы. Уже 15 августа строители вышли на стройплощадку стадиона при ещё не заключенном договоре. В конце декабря 2016 года, из-за того что компания не успела сдать работы на 4,8 млрд рублей, контракт был продлён до 31 марта 2017 года, а 20 декабря был заключен новый контракт на установку систем безопасности и контроля доступа на один миллиард рублей. 26 декабря «Метрострой» уведомил комитет по строительству о завершении общестроительных работ. 29 декабря Северо-Западное управление Ростехнадзора выдало заключение о соответствии футбольного стадиона на Крестовском острове проекту и техническим регламентам, в этот же день Госстройнадзор выдал разрешение на ввод стадиона в эксплуатацию. 29 декабря Комитет по строительству Петербурга без конкурса заключил контракт с «Метростроем» на достройку стадиона на Крестовском острове стоимостью 2 млрд рублей.

### Яхтенный мост
«Метрострой» стал основным спасителем Смольного по Яхтенному мосту. После неудачных попыток найти инвестора чиновники попросили скинуться на него пять крупнейших инфраструктурных компаний города. 17 февраля 2016 года готовность построить Яхтенный мост, а затем подарить его городу, изъявили руководители пяти крупнейших дорожных компаний Петербурга: «Метростроя», «Пилона», «АБЗ-Дорстроя», «ВАДа» и «Возрождения». В петиции, направленной на имя губернатора города, компании выражали «серьёзную озабоченность появившимися в средствах массовой информации сообщениями» о том, что в случае отсутствия моста Петербург может лишиться Кубка конфедераций 2017 года и поэтому крупнейшие строительные компании Петербурга, выражали готовность осуществить строительство моста за счет собственных средств с условием последующей передачи его в дар городу. Общая стоимость переправы составляла 2 млрд рублей, из них более половины средств направил «Метрострой».
1 февраля 2018 года ассоциация «Открытое пространство» и компания «Пилон» заявили, что не получили в полном объёме от «Метростроя» денежные средства на строительство моста. Вместо 1,15 млрд было выплачено только 865 млн рублей.

### Проблемы
Проблемы «Метростроя» проявились во второй половине 2018 года: сперва компания (в том числе и её дочерние структуры) перестала платить заработную плату рабочим, и расплачиваться с подрядчиками, после чего на станциях «Новокрестовская» и «Беговая» были обнаружены более 1000 недоделок, а в конце года стало известно о том, что строитель городской подземки срывает сроки по оранжевой, фиолетовой и коричневой веткам метро. 
25 октября около сорока рабочих собрались у офиса компании «Метрострой» на Загородном проспекте с требованием выплатить зарплату, которую они не получают с августа этого года.
26 декабря 2018 года строители метро в Санкт-Петербурге провели акцию протеста из-за невыплаты заработной платы. Около 30 рабочих объявили голодовку, оставшись на рабочих местах после окончания смены. Подошедшая позднее смена поддержала их требования. Акция протеста завершилась спустя несколько часов после того, как ситуацию с выплатами взял под личный контроль врио губернатора Санкт-Петербурга Александр Беглов. 30 декабря 2018 года им выплатили зарплату, погашены долги перед 6541 рабочим за сентябрь, октябрь и ноябрь.
27 декабря 2018 года вице-губернатор Петербурга Николай Бондаренко заявил, что компания «Метрострой» в сумме должна различным организациям 23 млрд рублей. В начале 2019 года межрайонная инспекция ФНС России № 1 по Санкт-Петербургу подала иск о признании банкротом ОАО «Метрострой». Иск зарегистрирован в картотеке арбитражных дел 9 января 2019 года. Требования налоговой инспекции обеспечены принадлежащим «Метрострою» имуществом. Сумма претензий — 788 млн рублей.
10 января 2019 стало известно, что «Метрострой» подала два иска к правительству Петербурга: 1,1 млрд рублей компания требует у комитета по строительству и 849 млн рублей — у Дирекции транспортного строительства. 21 января правительство Санкт-Петербурга расторгло контракты с «Метростроем» на строительство продолжений Лахтино-Правобережной линии (станции «Театральная» и «Горный Институт») и Фрунзенско-Приморской линии (участок «Проспект Славы» — электродепо «Южное»). 24 января Смольный сохранил действующий контракт, только на строительство Красносельско-Калиниской линии. Из 4 контрактов официально разорваны 3.
25 января Александр Беглов распорядился принять у компании «Метрострой» выполненные работы по созданию станций метрополитена и ликвидировать долги компании перед рабочими. 28 января стало известно, что «Метрострой» за один день получил ещё шесть исков от Водоканала Санкт-Петербурга и четырёх частных компаний на общую сумму более 20 млн рублей. 31 января «Метрострой» перевёл полученные от города 179 млн рублей за строительство оранжевой линии подземки своим сотрудникам в качестве зарплаты за декабрь. 1 февраля вице-губернатор Эдуард Батанов сообщил, что «Метрострой» достроит станции метро «Проспект Славы», «Дунайская» и «Шушары» фиолетовой линии. В этот же день Александр Беглов принял решение отозвать уведомление о расторжении контрактов, при этом в течение 10 дней «Метрострой» должен был выполнить несколько обязательных условий: погасить задолженность по заработной плате, урегулировать все разногласия с налоговыми органами, а также представить подтверждение наличия финансовых источников для исполнения взятых обязательств. «Метрострой» обязан был обеспечить завершение строительства станций Фрунзенского радиуса до 1 июля 2019 года. 4 февраля стало известно, что Дирекция транспортного строительства Санкт-Петербурга отказалась от иска в размере 46 млн рублей за «неосновательное обогащение».
6 февраля «Метрострой» получил ещё шесть новых исков на сумму более 15 млн рублей. В этот же день, в входе третьего заседания Арбитражного суда по иску о не уплате налогов, стало известно, что деньги, неправомерно ушедшие с госконтрактов, проделав длинный путь, оказались в банке «Невастройинвест», который принадлежит Николаю Александрову, генеральному директору «Метростроя». При этом также были выявлены факты завышения объёмов выполненных работ — так например в 2014 году дочерняя компания метростроителей «СУ-121» отчиталась о трудовых затратах объёмом более 800 тыс. часов, при этом по данным ФНС обеспечить такой объём могли примерно 270 сотрудников, но по журналу учёта посещений на территории дамбы за весь год побывало лишь 50 человек. Исходя из отчетных документов было также выявлено, что субподрядчик очищал ряд объектов от снега и льда не только зимой, но и летом. По данным ФНС «СУ-121» деньги полученные за работы на субподряде у «Метростроя» отправила по двум направлениям: на возведение стадиона компании на Левашовском проспекте и на стройку жилого дома на Зелениной улице (инвестиции в этот проект оценивались в 1 млрд рублей). Было отмечено, что дело может перейти из арбитражного в уголовное. Сам «Метрострой» отрицает претензии налоговой и намерен заключить с ней мировое соглашение, а банк «Невастройинвест» заявил, что информация ФНС «является недостоверной и необоснованной». 8 февраля около 20 сотрудников «Управления-15 Метрострой» объявляли в 03:00 утра забастовку на строящейся станции «Театральная» в связи с невыплатой зарплаты за декабрь 2018 года, после чего в 06:00 с ними встретился гендиректор компании, и после переговоров работы возобновились. 11 февраля суд принял ходатайство «Метростроя» и прекратил рассмотрение иска компании к ФНС о не оплате налогов на сумму 788,9 млн рублей. В этот-же день, компания начала гасить долги — компания заплатила 60 % рабочим. 12 февраля около пятидесяти сотрудников «Метростороя» собрались у здания Смольного, требуя расплатиться с ними за декабрь. Также стало известно что уже 19 февраля, компания рассчитывает заключить мировое соглашение с ФНС, в рамках которого будет предусмотрена отсрочка по уплате налогов на три года, на сумму в 812 млн рублей. В этом момент генеральный директор «Метростроя» Николай Александров сообщил о возможной продаже доли в предприятии. 13 февраля Арбитражный суд отклонил ходатайство компании об ускорении рассмотрения дела с ФНС. В этот же день, Александр Беглов заявил, что не исключил обращения в следственный комитет для решения вопроса о погашении догов перед работниками компании «Метрострой». 15 февраля «Метрострой» подписал мировое соглашение с ФНС. 19 февраля это соглашение утвердил Арбитражный суд, после чего со счетов «Метростроя» сняли арест. По условиям мирового соглашения, компания за 36 месяцев выплатит 999,1 млн рублей, вместо фигурирующих ранее 812 млн рублей. Утром 21 февраля около десяти человек одной из дочерних компаний «Метростроя» — «СМУ-15» — снова собрались у здания правительства Петербурга с требованием выплаты заработной платы за декабрь 2018. Генеральный директор «Метростроя» Николай Александров подъехал к рабочим у Смольного и пообещал, что зарплату за декабрь все получат до конца следующей недели. 22 февраля рабочим «Метростроя» начали перечислять зарплату за декабрь, но не в полном объёме, а около 60 % вознаграждения.
В конце февраля стало известно, что «Метрострой» рассматривает возможность участия в конкурсе на строительство участка тоннеля большой кольцевой линии московской подземки протяженностью 6 км с применением тоннелепроходческого механизированного комплекса «Надежда» который использовался при строительстве станций метро «Беговая» и «Новокрестовская», а в настоящий момент стоит без работы. В компании подчеркнули, что если щит «Надежда» будет нужен в ближайшее время в Петербурге, то в Москву его отправлять не будут, после чего стало известно, что Комитет по развитию транспортной инфраструктуры закажет продолжение зеленой ветки метро (от «Беговой» до «Планерной») через несколько месяцев. 28 февраля стало известно, что в Смольном ведут разработку документов, которые позволят компании получить авансирования в размере 5,2 млрд рублей для строительства трех линий городской подземки. Также «Метрострой» прорабатывает с КРТИ дополнительное соглашение о переносе сроков сдачи текущих объектов компании. В начале марта внеплановая проверка, проводимая государственной инспекция труда, девяти дочерних или зависимых от «Метростроя» компаний, выявила 250 млн рублей задолженности по заработной плате. В конце марта стало известно, что компания «Метрострой» закончила 2018 год с убытком в размере 58 млн рублей. 5 апреля «СМУ-11 Метрострой», строившее станции метро «Дунайская» и «Театральная», признано банкротом. 18 апреля стало известно, что из 500 млн рублей, которые «Метрострой» должен был получить в качестве аванса для завершения строительства трех станций фиолетовой линии, до компании дошли лишь 277 млн. 22 апреля Арбитражный суд отказал «Метрострою» в иске к дирекции транспортного строительства — компания пыталась взыскать 850 млн рублей неустойки со строительства фиолетовой линии метро. В мае метростроевцам вернули больше 80 млн долгов по зарплатам.

### Попытка выхода из кризиса
20 января 2020 Смольный перевел «Метрострою» 200 млн на зарплаты. 20 января Сбербанк официально объявил о намерении обратиться в арбитражный суд с заявлением о признании несостоятельным ОАО «Метрострой». 21 января стало известно, что судебный спор между Дирекцией транспортного строительства (ДТС) и компанией «Метрострой» о деньгах за строительство «Новокрестовской» и «Беговой» может закончиться мировым соглашением. 25 января Санкт-Петербургский городской суд изменил меру пресечения гендиректору «Метростроя» Николаю Александрову, который подозревается в растрате — суд удовлетворил ходатайство защиты об изменении меры пресечения с ареста на домашний арест. Всего в СИЗО Гендиректор «Метростроя» пробыл в СИЗО полтора месяца. 17 февраля, Арбитражный суд ввел процедуру наблюдения в рамках банкротного иска к «Метрострою», поданной компанией «Ариэль Металл». 20 февраля, щит «Надежда» начал проходку тоннеля на участке Большой кольцевой линии метро в Москве. Щит «Надежда» должен проложить 1,3 км двухпутного тоннеля диаметром 10,3 м, от станции «Кунцевская» и будет двигаться в сторону строящейся станции «Давыдково», далее щит протащат через станцию, и он продолжит свой путь от станции «Давыдково» к станции «Аминьевское шоссе». 30 марта завершились ремонтно-отделочные работы в пешеходном переходе в вестибюле № 2 станции «Беговая», где плитка начала отваливаться вскоре после открытия станции. Компания «Метрострой» за март продемонстрировала лучшую выработку за последние полгода — за март строитель подземки выполнил работ на 1,313 млрд рублей. В ночь на 26 мая горнопроходческий щит «Аврора» пробил ход и вошел в натяжную камеру станции «Горный институт». 3 июня «Метрострой» закончил сборку щита для проходки тоннеля к станции «Путиловская». Согласно сообщению компании от 31 июля Вадим Александров продал, свою долю в компании, размером 13,62 %. Обладателем ровно такой же доли стала Александрова Ольга Евгеньевна, полная тезка супруги Николая Александрова. 10 августа, Ольга Александрова внесла вопрос о досрочном прекращении полномочий руководителя «Метростроя» Сергея Харлашкина, в повестку внеочередного общего собрания акционеров компании, но Совет директоров АО «Метрострой» рассмотрел вопрос об отставке 14 августа, где три представителя Смольного — зампред КИО, КРТИ и комитета по транспорту — не стали голосовать, тем самым «блокировали» попытку сместить главу компании.

### Появление конкурентов
13 августа 2020 года стало известно, что экс-владелец «Метростроя» Вадим Александров устроился на работу в «Стройтрансгаз», которую связывают с Геннадием Тимченко. В конце июля «Стройтрансгаз» зарегистрировал дочернюю компанию АО «Метротрансстрой», потенциального конкурента «Метростроя». 26 августа 8 рабочих ночной смены «Метроподземстроя» из-за невыплаты зарплат за лето отказалась выходить из шахты 841, которая расположена западнее дома 100 по Ленинскому проспекту и является объектом строящейся Красносельско-Калининской линии . Около 13:30 бригада поднялась из шахты для переговоров с руководством «Метростроя», после чего 6-часовая забастовка была окончена — им пообещали, что гасить задолженность по зарплате начнут в ближайшее время. 31 августа, стало известно, что Сергей Харлашкин ушел с должности генерального директора по собственному желанию, его обязанности будет временно исполнять Алексей Старков. 3 сентября перед рабочими «Метроподземстроя» погашен долг по заработной плате в размере более 35 млн рублей. 16 сентября, АО «Управление развития строительных технологий» (УРСТ), заказчик строительства метро в Москве, уведомило подрядчика о расторжении контракта по строительству участка от «Можайской» до переходной камеры за станцией «Давыдково», за «систематические нарушения требований охраны труда и всяческой безопасности, условий проектной документации, а также за непредставление отчетов и графиков, срывов сроков — в том числе промежуточных». 2 октября в паблике компании во «ВКонтакте», появилось сообщение, что «Метрострой» и УРСТ, договорились об условиях продолжения работ по контракту на строительство участка московского метро. 9 октября, была зарегистрирована компания АО «Метрострой Северной Столицы» — ещё один потенциальный конкурент «Метростроя». Учредитель — «ВТБ Девелопмент». 29 октября в ходе встречи с президентом Владимиром Путиным, глава ВТБ Андрей Костин, сообщил что «мы договорились с правительством Петербурга, что будем помогать и участвовать в строительстве метрополитена». 3 ноября губернатор Санкт-Петербурга Александр Беглов рассказал об договоренности с ВТБ о создании акционерного общества для строительства метрополитена, 65 % акций которого ВТБ передаст городу бесплатно. 11 ноября губернатор Петербурга Беглов и глава ВТБ Костин обратились к президенту с просьбой наделить созданный совместными усилиями «новый метрострой» статусом единственного поставщика. Это позволит компании заниматься всеми видами работ — от проектирования и реконструкции до строительства метро.
2 декабря началась проходка последнего 800-метрового участка перегонного тоннеля, соединяющего станцию «Театральная» со станцией «Спасская» на строящейся Лахтинско-Правобережной линии. Тоннель диаметром 5,63 метра должен быть готов к весне 2021 года. Работы ведутся с помощью щитового проходческого комплекса «Петровна». Щит дойдет практически до станции «Спасская», где будет разобран и по построенному тоннелю выдан обратно. По данным «Фонтанки» возможно этот тоннель это последнее, что метростроевцы успеют сделать в своем нынешнем статусе и на нынешнем месте работы. 7 декабря Константин Ерошенко получил 13,63 % акций «Метростроя» от супруги бывшего гендиректора предприятия Николая Александрова. 8 декабря Николай Александров отпущен под подписку о невыезде. Почти год он провел в СИЗО и под домашним арестом. 14 декабря Санкт-Петербург и Группа ВТБ подписали соглашение о безвозмездной передаче в собственность города 65 % акций АО «Метрострой Северной Столицы». Временный управляющий «Метростроя» подал заявление о привлечении отца и сына Александровых в рамках банкротного дела к субсидиарной ответственности в размере 5 млрд рублей.
19 января 2021 года в арбитраж было направлено письмо от Правительство Санкт-Петербурга с предложением отложить судебное заседание, назначенное на 19 января. Позже стало известно о переносе заседание арбитража на 6 апреля. 29 января 2021 совет директоров «Метростроя» избрал врио генерального директора — им стал заместитель председателя КРТИ Иван Каргин.

### Ликвидация
31 августа 2021 года «Метрострой» был признан банкротом (как предполагают СМИ и журналисты, извне, а не по собственной финансовой несостоятельности), после чего бо́льшая часть его производственных площадок была передана новому предприятию «Метрострой Северной Столицы», созданному правительством города и группой ВТБ, куда также начался перевод сотрудников. На этом закончилась 80-летняя история предприятия.

## Собственники и руководство
Акции «Метростроя» по состоянию на январь 2021 года были распределены следующим образом: 
- Константин Ерошенко владел 13,62 % акций[174], полученных от Ольги Александровой, — супруги бывшего гендиректора предприятия (С 2017 по 2020 год) Николая Александрова и невестки предыдущего гендиректора (С 1993 по 2017 год) Вадима Александрова[146];
- Николай Александров владел 24,95 % акций компании[174];
- Городу Санкт-Петербургу (в лице Комитета имущественных отношений) принадлежало 21,0 %;
- ГУП «Петербургский метрополитен» владел 25,0 %;
- прочие физические лица, в том числе сотрудники компании владели 15,0 % акций[180][181][182].

Администрация Санкт-Петербурга предпринимает попытки получить контроль над компанией. 27 ноября 2018 года вице-губернатор Петербурга Игорь Албин заявил, что Смольный нарастит долю в «Метрострое» в течение полугода. 
4 декабря 2018 года врио губернатора Петербурга Александр Беглов подтвердил, что город намерен получить контрольный пакет акций «чтобы управлять ситуацией и нести консолидированную ответственность». 5 мая 2019 года врио губернатора Александр Беглов сообщил, что окончательное решение об увеличения доли города в капитале компании будет принято после ввода в эксплуатацию трех новых станций фиолетовой линии, намеченное на 1 сентября 2019 года.
Высшим органом управлением компании являлось общее собрание акционеров. В промежутках между общими собраниями руководство осуществлялось советом директоров, генеральным директором и правлением. С 1993 по 2017 год генеральным директором был Вадим Александров. 19 июня 2017 года на внеочередном заседание акционеров компании сын Вадима Александрова, Николай Александров, был выбран новым генеральным директором компании на срок 5 лет Однако в декабре 2019 года против него и двух его предполагаемых сообщников было возбуждено уголовное дело о присвоении или растрате 178 миллионов рублей при строительстве продолжения пятой линии метро Петербурга, в связи с чем он был отправлен в СИЗО. Вадим Николаевич после отставки занимал пост руководителя отдела по стратегии освоения подземного пространства. С 19 декабря 2019 года по решению совета директоров компанию возглавлял Сергей Харлашкин, но 31 августа 2020 года он решил уйти с должности генерального директора по собственному желанию. Начиная с 1 сентября 2020 года по 2 февраля 2021 исполняющим обязанности генерального директора являлся Алексей Старков, но уже 29 января 2021 совет директоров «Метростроя» избрал врио генерального директора Ивана Каргина, который должен был руководить ОАО «Метрострой» с 3 февраля до даты проведения общего собрания акционеров компании, намеченного на 10 марта 2021 года.

## Финансовые показатели
| Год                  | 2009  | 2010  | 2011  | 2012  | 2013  | 2014  | 2015  | 2016  | 2017  | 2018  | 2019  | 2020  |
| -------------------- | ----- | ----- | ----- | ----- | ----- | ----- | ----- | ----- | ----- | ----- | ----- | ----- |
| Выручка              | 15,52 | 25,84 | 23,25 | 19,56 | 18,08 | 23,97 | 21,77 | 24,45 | 31,92 | 25,21 | 8,85  | 9,85  |
| Операционная прибыль | 0,41  | 0,63  | 0,74  | 0,43  | 0,74  | 1,07  | 0,97  | 1,29  | 0,98  | 1,75  | -1,37 | 0,66  |
| Чистая прибыль       | 0,48  | 0,53  | 0,75  | 0,79  | 0,81  | 0,34  | 0,41  | 0,50  | 0,44  | 0,02  | -5,09 | -0,20 |
| Активы               | 15,41 | 10,02 | 11,74 | 12,24 | 13,27 | 18,78 | 17,28 | 37,93 | 33,22 | 30,33 | 25,63 | 23,03 |
| Собственный капитал  | 2,43  | 2,96  | 3,66  | 4,46  | 5,24  | 5,58  | 5,97  | 6,06  | 6,00  | 5,43  | 0,34  | 0,14  |